# Tony Offermans
Antoon Lodewijk George (Tony) Offermans (Den Haag, 8 november 1854 – Laren (Noord-Holland), 23 augustus 1911) was een Nederlands kunstschilder, aquarellist en tekenaar.

## Biografie
Offermans werd geboren als zoon van de bekende concertzangers Sophie Offermans-van Hove en Ludovicus Bernardus Wilhelmus George Offermans. Begonnen aan de Academie voor Beeldende Kunsten in Den Haag en reeds bekend als levenskunstenaar en gangmaker in het uitgaansleven, streek hij via omwegen uiteindelijk in Laren neer. Daar vestigde Offermans zich in het huis Villa Ariëtte, dat eerder bewoond werd door Anton Mauve en zijn vrouw Ariëtte.
In Laren behoorde hij tot de eerste generatie van de Larense School.
Offermans ligt begraven op de Gemeentelijke Begraafplaats Laren. Ter nagedachtenis is er in Laren een straat naar hem vernoemd, de Tony Offermansweg.

## Galerij

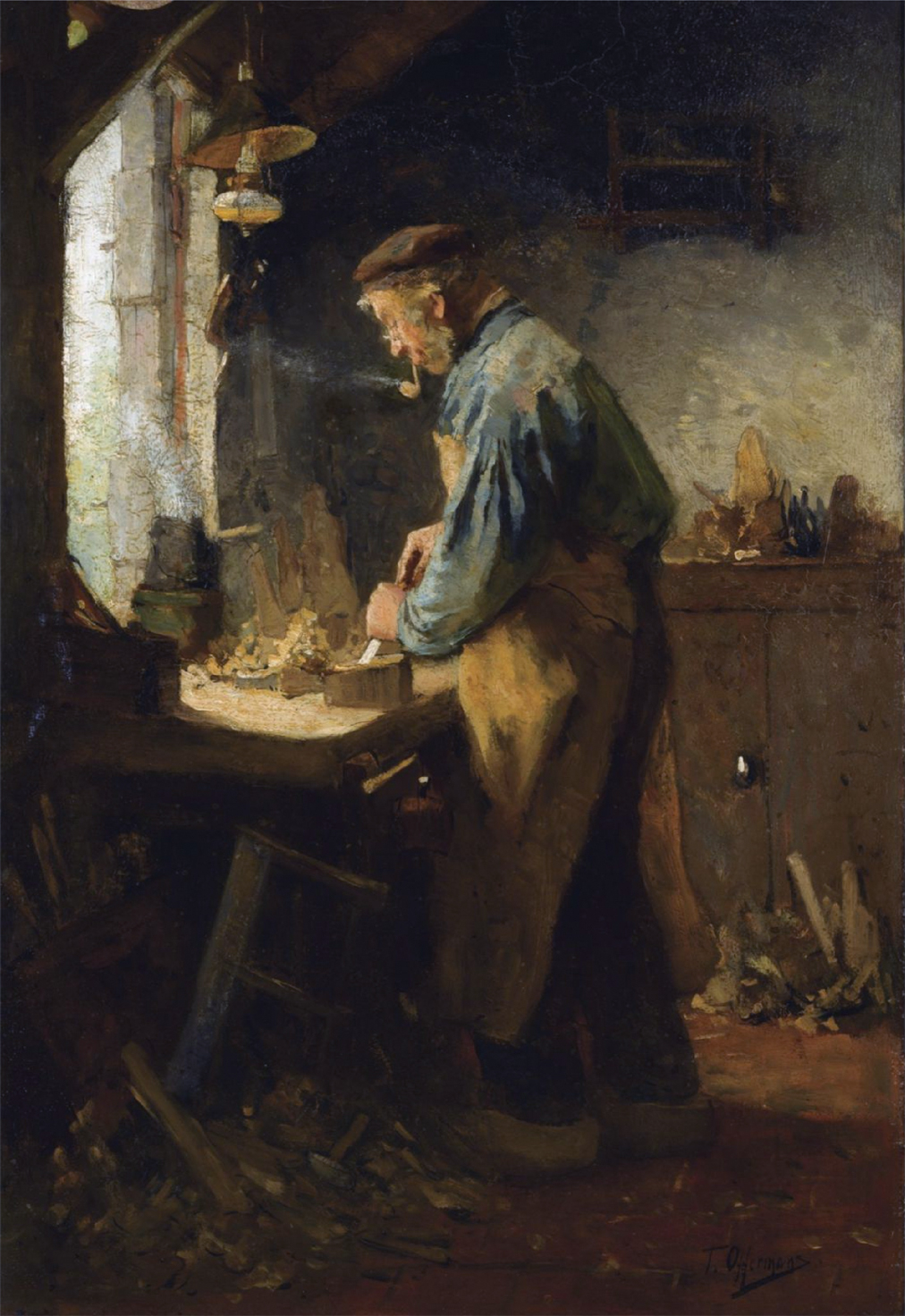
De dorpstimmerman
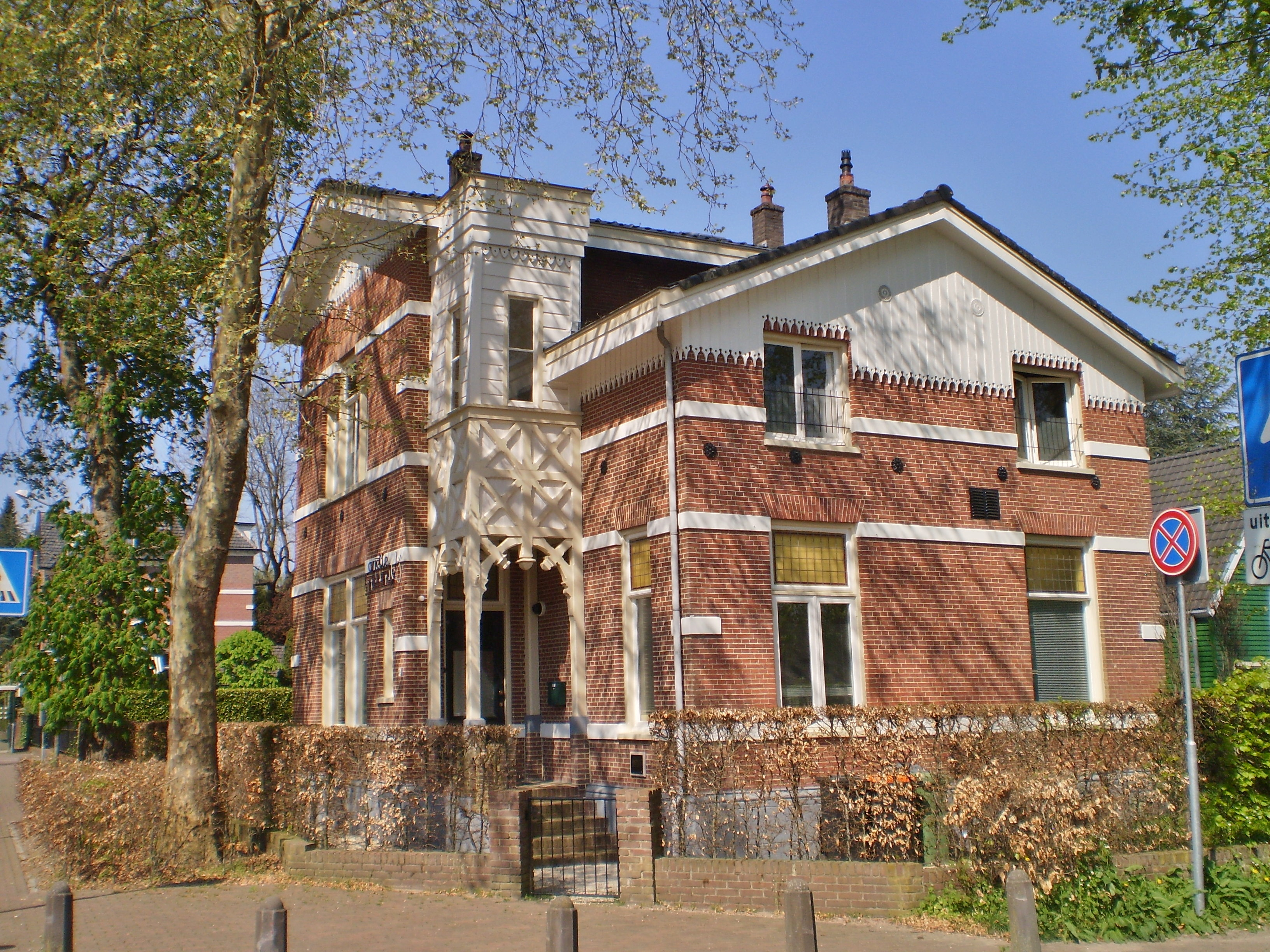
Villa Ariëtte

- Biografisch Portaal: 59119531
- Gemeinsame Normdatei: 1041760779
- International Standard Name Identifier: 0000 0000 6792 0435
- Nederlandse Thesaurus van Auteursnamen: 06994900X
- RKD-Nederlands Instituut voor Kunstgeschiedenis: 89361
- Union List of Artist Names: 500027596
- Virtual International Authority File: 95851840
- WorldCat: E39PBJyMjPRtG773kwJMKbfyVC